# Paul-Désiré Trouillebert
Paul-Désiré Trouillebert, né le 29 avril 1831 dans l'ancien 2e arrondissement de Paris et mort dans la même ville le 28 juin 1900, est un peintre français de l’École de Barbizon.

## Biographie

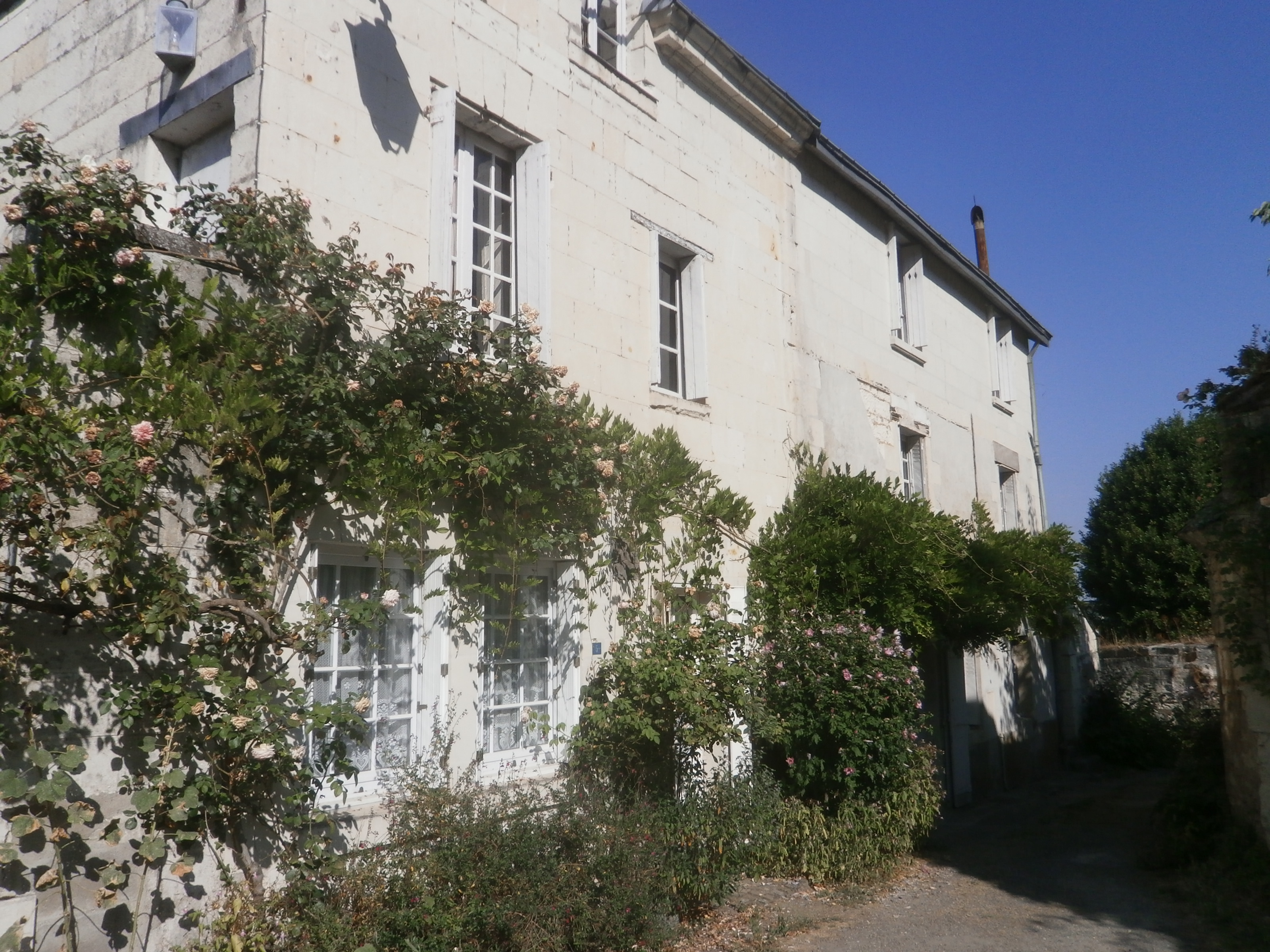
Maison de Paul-Désiré Trouillebert à Candes-Saint-Martin.

Paul-Désiré Trouillebert est élève d’Ernest Hébert et de Charles François Jalabert à l'École des beaux-arts de Paris.
Peintre de genre, de portrait et de nu, ayant œuvré dans une veine orientaliste, il est surtout connu pour avoir peint des paysages très inspirés par la dernière période de Corot.
Il travaille entre ses ateliers de Paris et de Candes,,. Il y peindra plusieurs paysages fluviaux dans son atelier-bateau, entre Saint-Germain-sur-Vienne, Montsoreau et Candes.

## Œuvres dans les collections publiques
Allemagne
- Sarrebruck, Stadtgalerie Saarbrücken (de) : L'île des Rosiers en Maine-et-Loire.

Argentine
- Buenos Aires, musée national des Beaux-Arts : Château de Chenonceau.

Belgique
- Bruxelles, musées royaux des Beaux-Arts de Belgique : Portrait d'homme, huile sur toile.

États-Unis
- Baltimore, Walters Art Museum : Paysage.

France
- Ajaccio, musée Fesch : Le Bouquet de violettes, huile sur toile.
- Dijon, musée des Beaux-Arts de Dijon,  La Barque, huile sur toile, 66 × 82 cm.
- Cambrai, musée de Cambrai : Bords de la Loire, huile sur toile.
- Nice, musée des Beaux-Arts : La Servante du harem, 1874, huile sur toile.
- Paris, musée d'Orsay : Les Travaux de relèvement du chemin de fer de ceinture, le pont de la rue de la Voûte, huile sur toile[5].
- Reims, musée des Beaux-Arts : La Baigneuse, huile sur bois, 11,8 × 20,4 cm[6].

Russie
- Saint-Pétersbourg, musée de l'Ermitage : Rive de la Loire près de Chouzé, 1883, huile sur toile.

## Galerie

Œuvres de Paul-Désiré Trouillebert
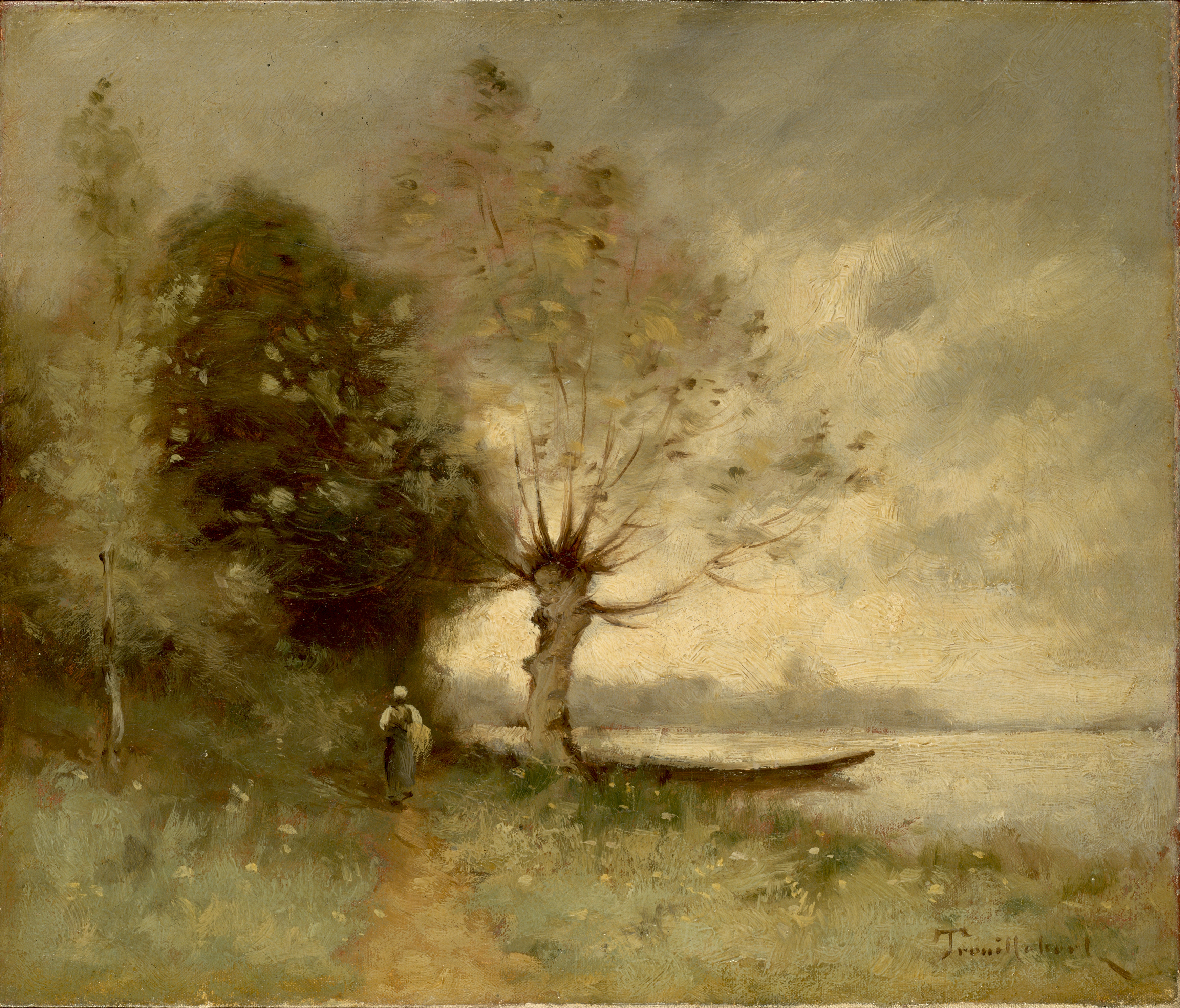
Rive de la Loire près de Chouzé (1883), Saint-Pétersbourg, musée de l'Ermitage.
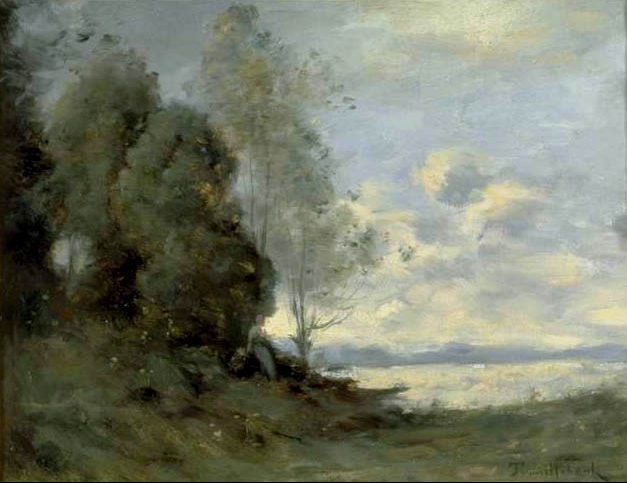
Bords de la Loire, musée de Cambrai.
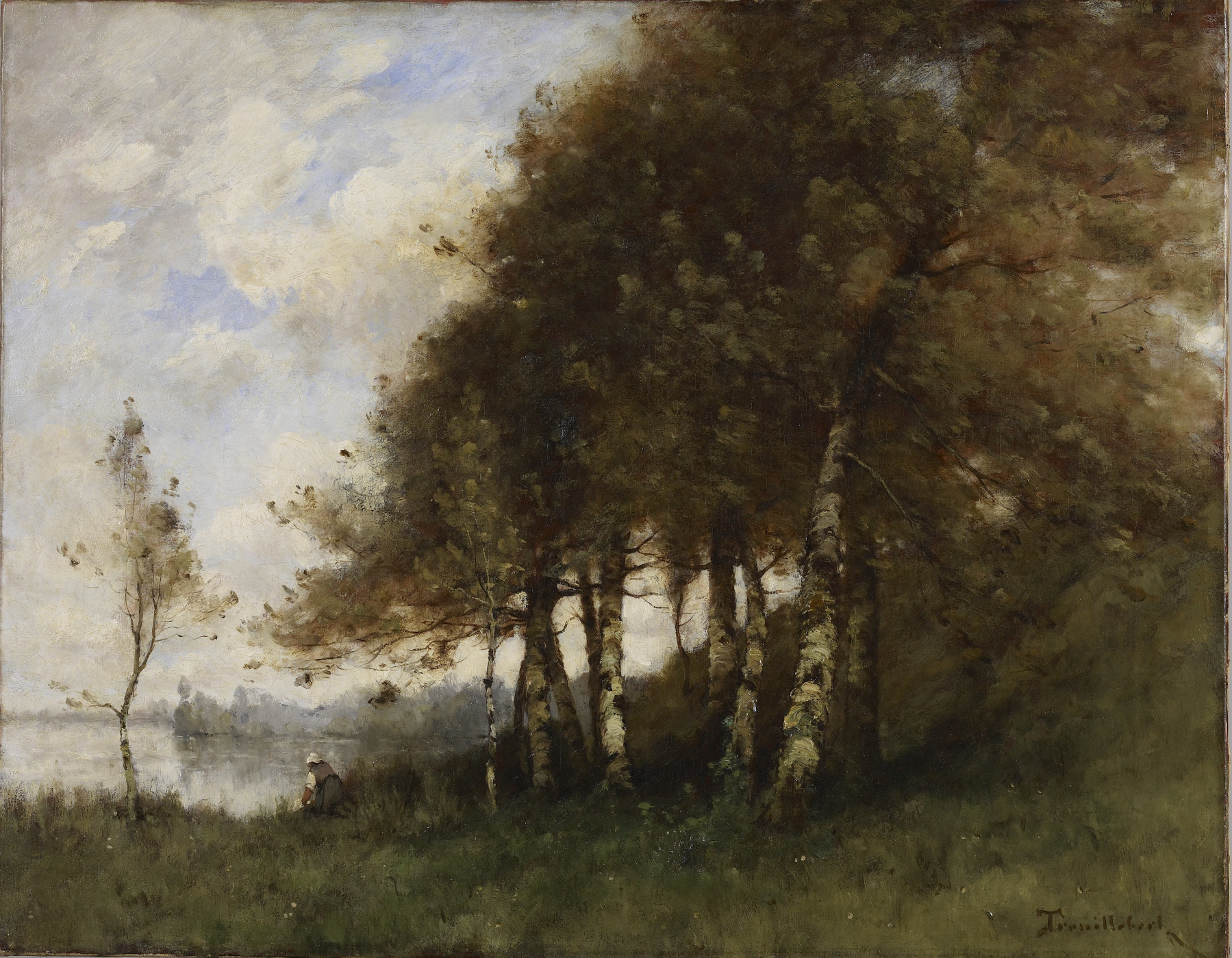
Paysage, Baltimore, Walters Art Museum.
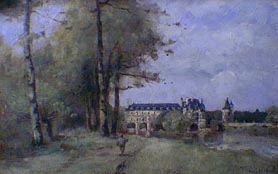
Château de Chenonceau, Buenos Aires, musée national des Beaux-Arts.
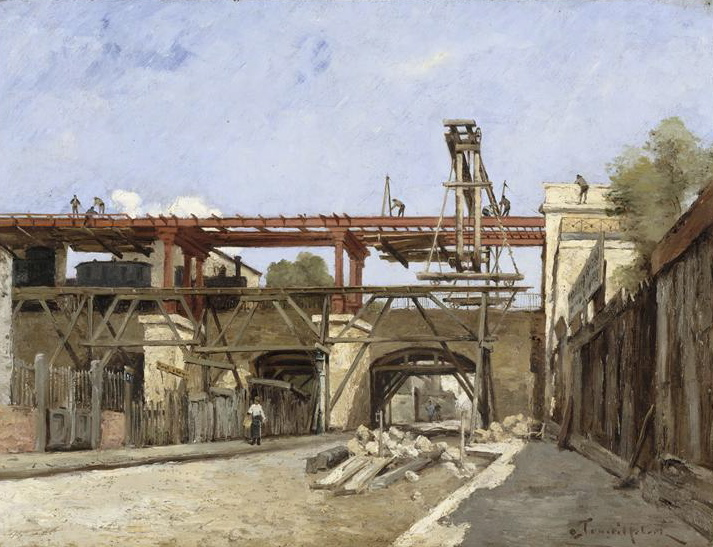
Les Travaux de relèvement du chemin de fer de ceinture, le pont de la rue de la Voûte, Paris, musée d'Orsay.
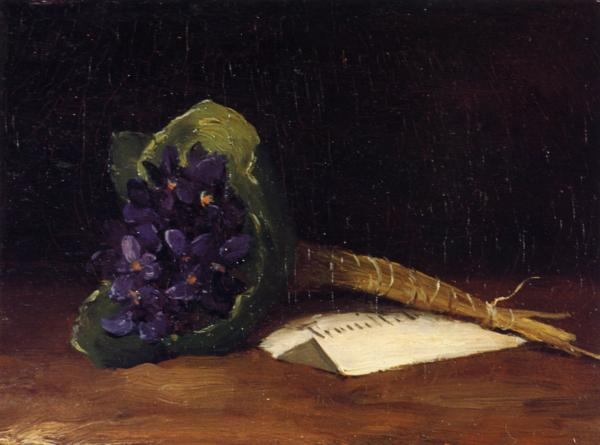
Le Bouquet de violettes, Ajaccio, musée Fesch.
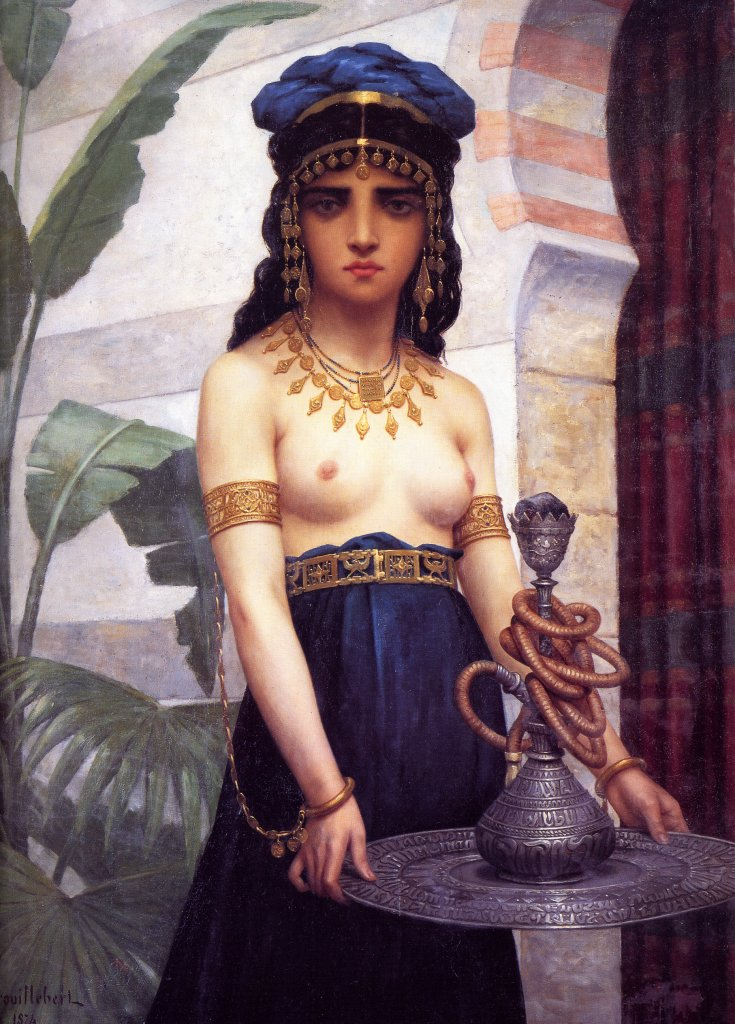
La Servante du harem (1874), musée des Beaux-Arts de Nice.
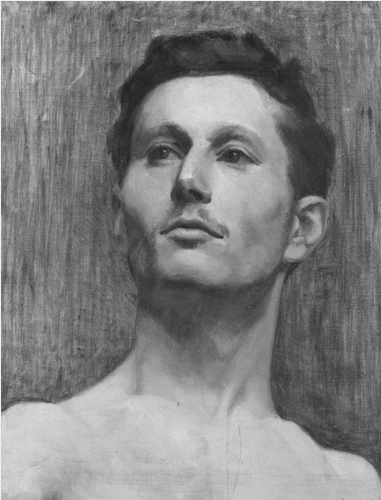
Portrait d'homme, Bruxelles, musées royaux des Beaux-Arts de Belgique.
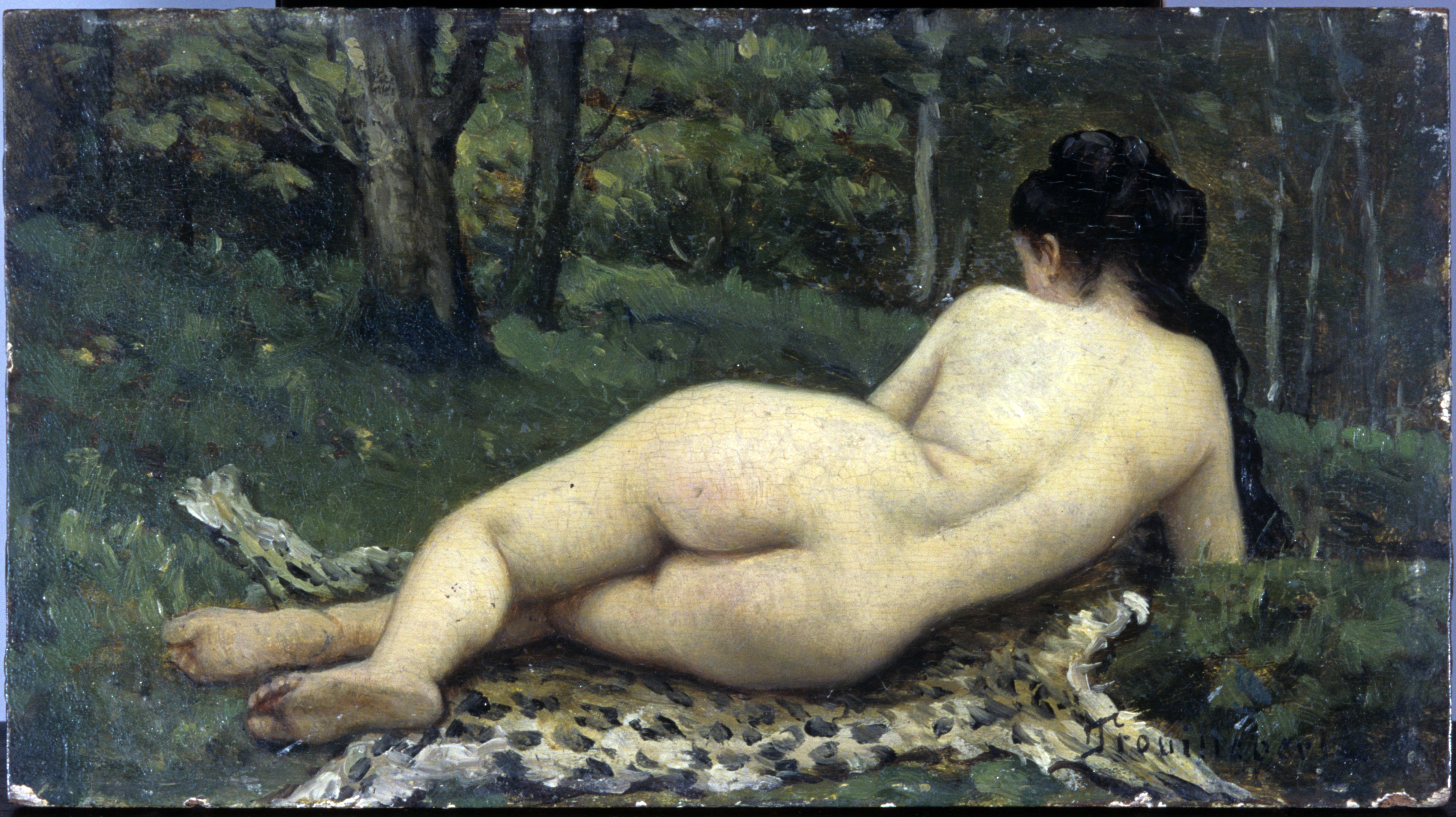
La Baigneuse, musée des Beaux-Arts de Reims.